# Anthracohyus
Anthracohyus був родом вимерлих парнокопитних ссавців, що належали до Anthracotheriidae, які жили в Азії в середньому до пізнього еоцену.

## Таксономія
Anthracohyus розглядається як молодший синонім Anthracotherium (Tsubamoto et al. 2002) на основі подібності морфології зубів. Однак цю синонімію відхилили Ліхоро та Дюкрок (2007).

## Розповсюдження
Скам'янілості Anthracohyus відомі з М'янми і Таїланду.